# Декларација о осуди злочина у Сребреници
Декларација Народне скупштине Републике Србије о осуди злочина у Сребреници је декларација од 31. марта 2010. године, којом је Народна скупштина Републике Србије осудила злочине који су над бошњачким становништвом Сребренице почињени у јулу 1995. године. Осуда злочина изречена је уз указивање на пресуду Међународног суда правде из 2007. године. Декларацијом је од осталих држава на простору бивше Југославије захтевано да на исти начин осуде злочине над српским народом.
Декларација о осуди злочина у Сребреници Народне скупштине Републике Србије је након цјелодневне расправе до касно у ноћ 30.3.2010. у Народној скупштини Републике Србије, донесена ујутро 31. марта 2010. Декларација је изгласана са 127 гласом за и 21 гласом против. Република Српска је изразила своје неслагање са декларацијом.

## Текст декларације
Д Е К Л А Р А Ц И Ј A
Народне скупштине Републике Србије о осуди злочина у Сребреници
1. Народна скупштина Републике Србије најоштрије осуђује злочин извршен над бошњачким становништвом у Сребреници јула 1995. године, на начин утврђен пресудом Међународног суда правде, као и све друштвене и политичке процесе и појаве који су довели до формирања свести да се остварење сопствених националних циљева може постићи употребом оружане силе и физичким насиљем над припадницима других народа и религија, изражавајући притом саучешће и извињење породицама жртава због тога што није учињено све да се спречи ова трагедија.
2. Народна скупштина Републике Србије пружа пуну подршку раду државних органа задужених за процесуирање ратних злочина и за успешно окончање сарадње са Међународним кривичним трибуналом за бившу Југославију, у чему нарочиту важност има откривање и хапшење Ратка Младића ради суђења пред Међународним кривичним трибуналом за бившу Југославију.
3. Народна скупштина Републике Србије позива све некадашње сукобљене стране у Босни и Херцеговини, као и другим државама бивше Југославије, да наставе процес помирења и јачања услова за заједнички живот заснован на равноправности нација и пуном поштовању људских и мањинских права и слобода, да учињени злочини више никада не би били поновљени.
4. Народна скупштина Републике Србије изражава очекивање да ће и највиши органи других држава с територије бивше Југославије на овај начин осудити злочине извршене против припадника српског народа, као и да ће упутити извињење и изразити саучешће породицама српских жртава.
Ову Декларацију објавити у „Службеном гласнику Републике Србије“.
РС бр. 6
У Београду, 31. марта 2010. године
НАРОДНА СКУПШТИНА РЕПУБЛИКЕ СРБИЈЕ
П Р Е Д С Е Д Н И К
проф. др Славица Ђукић-Дејановић, с. р.
О Б Р А З Л О Ж Е Њ Е

## Уставни основ за доношење декларације
Уставни основ за доношење Декларације садржан је у члану 99. став 1. тачка 7. Устава Републике Србије према коме Народна скупштина доноси законе и друге опште акте.

## Разлози за доношење декларације
Устав Репбулике Србије утврђује неприкосновеност људског живота и достојанства; као чланица Уједињених нација и других међународних организација Република Србије је потписница Универзалне декларације Уједињених нација о људским правима, Пакта о грађанским и политичким правима, Европске конвенције за заштиту људских права и основних слобода, Допунских протокола из Женевске конвенције о заштити жртава међународних и немеђународних оружаних сукоба, Конвенције о спречавању и кажњавању злочина геноцида и Статута Међународног кривичног суда и тиме прихвата универзалне цивилизацијске вредности пре свега поштовање људског живота.
Опредељена за изградњу трајног мира и стабилности на простору Западног Балкана залаже се за унапређење пријатељских односа међу државама бивше Југославије на основу поштовања међународног права.
Република Србија је опредељена да чува сећање на жртве сурових оружаних сукоба у бившој Југославији деведесетих година XX века и осуди све злочине и процесуира починиоце.
Народна скупштина Републике Србије доносећи Декларацију потврђује поштовање пресуде Међународног суда правде, главног правосудног органа Уједињених нација и на овај начин изражава спремност да предузме делотворне кораке у обезбеђењу пуног поштовања својих међународних обавеза.

## Објашњење садржаја декларације
Народна скупштина Републике Србије овом Декларацијом осуђује злочин извршен над бошњачким становништвом у Сребреници јула 1995. године.
Овом Декларацијом Народна скупштина Републике Србије изражава саучешће породицама жртава и извињење што није учињено све како би се ова трагедија спречила.
Народна скупштина овом Декларацијом још једном потврђује спремност Републике Србије да оствари пуну сарадњу са Међународним кривичним трибуналом за бившу Југославију и пружа пуну подршку раду државних органа за процесуирање ратних злочина.
Ценећи значај превазилажења траума прошлости и потребу успостављања пуне регионалне сарадње Народна скупштина овом Декларацијом позива све некадашње сукобљене стране у Босни и Херцеговини, као и другим државама бивше Југославије да наставе процес помирења и јачања услова за заједнички живот.
Овом Декларацијом Народна скупштина Републике Србије отвара простор и изражава очекивање да ће и највиши органи држава са простора бивше Југославије учинити овакав корак осуђујући злочине почињене српском народу и на тај начин створити неопходан услов за наставак процеса помирења, успостављања пуне сарадње, превазилажење тешких траума прошлости и отварања перспективе боље будућности за све државе и народе у региону.

## Идејни творац декларације
Као идејни зачетник деклације о Сребреници, у српској јавности се представио предсједник Републике Србије Борис Тадић током своје дводневне посјете Републици Српској поводом прославе Дана Републике Српске и крсне славе Светог првомученика и архиђакона Стефана у Бањалуци 9. и 10. јануара 2010. Након свечане академије поводом Дана Републике Српске на којој је Борис Тадић учествовао као почасни гост уз Александра Другог Карађорђевића са породицом, другог дана посјете 10.1.2010. у интервјуу за Радио Телевизију Републике Српске у Бањалуци, Борис Тадић први пут у јавност износи своју идеју о декларацији о Сребреници, коју тада по угледу на резолуцију Европског парламента назива „резолуцијом“. Након што је интервју РТРС објављен у медијима, те Тадићева идеја о декларацији постала јавна, Предсједник Владе Републике Српске Милорад Додик је дао изјаву 12.01.2010. за Радио Телевизију Републике Српске, у којој каже да је неправедно издвајање само једног мјеста, само једног догађаја, и само једног народа наспрам свих других мјеста страдања, догађаја и народа који су страдали током грађанског рата на простору бивше Југославије.

## Став Предсједника Владе Српске о декларацији
У интевјуу који је Предсједник Владе Републике Српске Милорад Додик дао за РТРС 12.1.2010. поводом најаве предсједника Републике Србије Бориса Тадића о декларацији о Сребреници два дана раније, Милорад Додик каже:
Мислим да је некоректно што се издвојило само једно мјесто и догађај који се у европској перцепцији и у будућности обиљежава као мјесто страдања и злочина, што он несумњиво јесте, али било је и многих других мјеста у којима су почињени злочини, који су неоправдано изостали из те резолуције.— Милорад Додик 12.1.2010.
Милорад Додик у изјави за медије даље истиче да је извлачење из хронолошког редослиједа догађаја око Сребренице некоректно, и нагласио да је у том региону непосредно прије тих догађаја погинуло око 3500 Срба и да то говори о томе да је та резолуција излобирана.
Доживјели смо потпуно понижење у чињеници да је Насер Орић ослобођен одговорности, а био је командант бригаде која је починила те злочине. И зато не можемо да прихватамо олако неке резолуције усвојене у Европи само зато што неко тамо мисли тако. Није ни Европа безгрешна.— Милорад Додик 12.1.2010.
Милорад Додик је још додао да су Срби неправедно сатанизовани у прошлом рату и да се и сада бори да жртве тог рата буду на прави начин представљене, те да би било далеко боље да је донесена резолуција о страдању свих на простору бивше Југославије, што би помогло у помирењу.

## Предлагачи декларације
Предлог декларације Народне скупштине Републике Србије о осуди злочина у Сребреници, поднијела је по хитном поступку 29.3.2010. група од 114 народних посланика (посланичка група "За европску Србију Борис Тадић" коју чине Демократска странка, Г17 плус 60, Санџачка демократска партија, Српски покрет обнове, Лига социјалдемократа Војводине, а уз ову посланичку групу и посланици Г17 Плус, Партије уједињених пензионера Србије и Социјалистичке партије), када је предсједница скупштине Славица Ђукић-Дејановић сазвала Трећу сједницу Првог редовног засједања Народне скупштине Републике Србије у 2010. години за уторак, 30. март 2010. године, са почетком у 11 часова.
Предлог декларације је образложила Нада Колунџија шеф Посланичке групе "За европску Србију Борис Тадић".

## Предсједник Српске о усвајању декларације (званично саопштење)
Непосредно након што је усвојена „Декларација о осуди злочина у Сребреници Народне скупштине Републике Србије“, Предсједник Републике Српске Рајко Кузмановић доноси званично саопштење 31.03.2010. У званичном саопштењу Предсједника Републике Српске се између осталог каже, да је усвајање овакве декларације преурањено док се објективно не утврде све чињенице о дешавањима на које се декларација односи, те да је за Републику Српску оваква декларација и у оваквом облику потпуно неприхватљива, и контрапродуктивна по интересе Републике Српске и српског народа у цјелини. Даље се додаје у саопштењу да Република Србија као суверена држава има право да самостално доноси одлуке, али пошто се ради о догађају који се односи на Републику Српску, органи Српске имају право да реагују, те да је неприхватљиво било какво довођење у везу судбине Републике Српске и ове декларације, која је унутрашње питање Републике Србије.
Сребреничка трагедија треба да буде стављена у одговарајући историјски и правни контекст, како би се у потпуности разумјели догађаји из јула 1995. године. Није коректно издвајати Сребреницу и злочин који се тамо десио, од других злочина и страдања којих је било на свим странама у трагичном сукобу на простору бивше Југославије. Многи заборављају и српске жртве, њих око 3000 са ширег подручја Сребренице и Братунца, које су убиле снаге Насера Орића из Среберенице која је била, или је бар то требало да буде, демилитаризована зона. Најмање што смо тражили и очекивали било је да се донесе декларација која ће осудити све злочине, а не раздвајати жртве по етничкој припадности.— Рајко Кузмановић 31.03.2010.
Предсједник Рајко Кузмановић је још изразио сумњу поткријепљену пријашњим искуством, да ће ова декларација бити злоупотријебљена на домаћој и међународној политичкој сцени, на штету Републике Српске и српског народа у цјелини.

## Странке у Србији које су подржале декларацију
За декларацију се изјаснило 127 посланика владајуће коалиције од укупно 250 посланика Народне скупштине Републике Србије, против је био 21 присутни, а један присутни посланик није гласао. Декларацију је подржала коалициона посланичка група "За европску Србију Борис Тадић" коју чине Демократска странка, Г17 плус 60, Санџачка демократска партија, Српски покрет обнове и Лига социјалдемократа Војводине, декларацију су подржали и Г17 плус, Социјалистичка партија Србије - Јединствана Србија, Партија уједињених пензионера Србије и мањине.

## Странке у Србији које су биле против декларације
Против декларације су били посланици Демократске странке Србије и Нове Србије, док су посланици Српске радикалне странке напустили салу прије гласања. Посланици Српске напредне странке и ЛДП-a нису гласали за декларацију.

## Странке у Републици Српској против декларације
Све политичке странке из Републике Српске међу којима су Савез независних социјалдемократа (СНСД), Српска демократска странка (СДС), Партија демократског прогреса (ПДП), Српска радикална странка Републике Српске (СРС РС), Социјалистичка партија Републике Српске (СП), Демократски народни савез (ДНС), су између осталог осудиле декларацију као некорисну у процесу помирења након грађанског рата на простору бивше Југославије издвајањем само једног догађаја и само једних жртава, затим као противну интересима цјелокупног српског народа, као противну интересима Републике Српске, те као дискриминативну у односу на српске жртве Сребренице и околине 1992-1995. које се нису нашле у декларацији о Сребреници, а која тиме српске жртве Сребренице ставља у други ред мање важних жртава дешавања у Сребреници и околини у периоду 1992-1995.